# Huisjesmelker

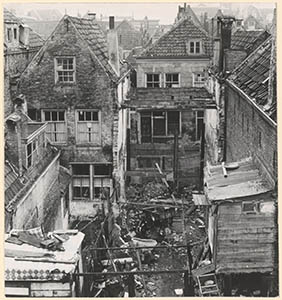
Krotwoningen beheerd door huisjesmelkers in Dordrecht in 1960

Een huisjesmelker is een uitdrukking voor een nalatige verhuurder die meerdere panden bezit. De huisjesmelker probeert door minimale bestedingen aan onderhoud een zo groot mogelijke winst te halen. Vaak hebben huisjesmelkers door woningnood de kans om een hogere huurprijs te vragen. Ook kunnen huurders worden geïntimideerd door de huisjesmelker. Huisjesmelkers die woningen verhuren in achterstandswijken aan arme minderheden, worden ook wel "ghetto landlords" genoemd. Ook kunnen huisjesmelkers winkelcentra beheren. Huisjesmelkers hopen dat de overheid hun panden opkoopt of in beslag neemt.

## Werking
Oorspronkelijk was vastgoed een langetermijninvestering, met name in de ontwikkelde landen. De meeste verhuurders zullen hun panden gepast onderhouden, zelfs als deze kosten hoger zijn op korte termijn, om op deze manier huurders voor een langere termijn aan zich te binden. Ook is een goed onderhouden pand meer waard voor potentiële kopers.
Daartegenover staan de huisjesmelkers, die vaak geen contract hebben bij een vastgoedmakelaar. In Cleveland verhoogden huisjesmelkers de huur voor Afro-Amerikanen tijdens de Grote Afro-Amerikaanse volksverhuizing om zo de mogelijkheden van deze kwetsbare groep uit te buiten. De gekleurde bevolking betaalde hierdoor 65% meer voor onderdak dan de blanke bevolking. Huisjesmelkers willen geen langetermijncontracten en doen alleen het minimale wat de wet vereist. Doordat de woning uiteindelijk wordt verkocht vinden er veel uithuiszettingen plaats. Ook ontvangen huisjesmelkers vaak de huur contant om op deze manier te genieten van belastingvoordelen.
Een huisjesmelker hoopt dat zijn pand snel zal worden verkocht wegens stadsvernieuwing aan de overheid of aan een investeerder voor meer geld dan het huis waard is. Vaak zijn huisjesmelkers geïnteresseerd in meer winst. Om als potentiële huurder toegang te krijgen tot een hospiteeravond of om in aanmerking te komen voor een huurhuis kan een huisjesmelker verboden bemiddelingskosten vragen.

## Reacties
Mensen die kritiek hebben op huisjesmelkers houden hen verantwoordelijk voor het veroorzaken van de waardevermindering van lokale eigendommen en het creëren van sloppenwijken. Een deel van deze mensen zegt dat huisjesmelkers de "rijkdom" van de armen wegloodsen zonder te denken aan het welzijn van de huurder.
Mensen die huisjesmelkers verdedigen, beweren dat dergelijke verhuurders een waardevolle service bieden aan degenen die meer om de prijs dan kwaliteit geven. Econoom David Osterfield schreef: de huisjesmelker helpt de armen, ongeacht zijn motieven, om het beste uit hun slechte situatie te halen.

## Verkiezing
Jaarlijks wordt de 'Huisjesmelker Van Het Jaar' verkiezing gehouden door ROOD, socialistische jongeren. Het predicaat wordt uitgereikt aan de slechtste huisbaas van Nederland. In 2015 was dat Marcel van Hooijdonk. In 2017 kreeg Soner Sari de titel. In 2018 was dat Joshua Camera, en in 2019 werd politicus Wybren van Haga verkozen. Van Hooijdonk werd ook in 2022 tot slechtste benoemd.